# Msida

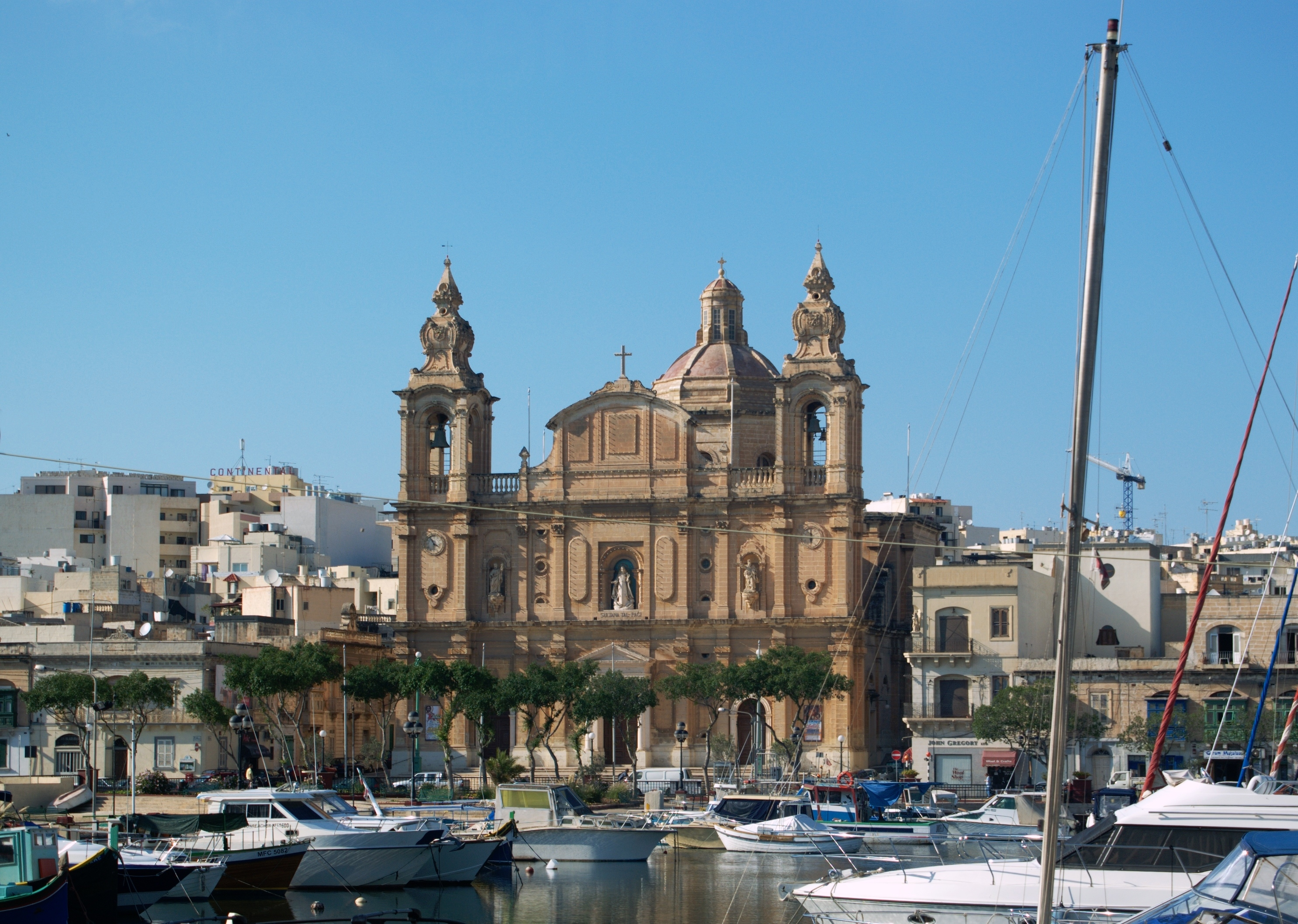

Msida é um povoado da ilha de Malta no País de Malta. Estando na área principal, está ao lado de Pietà e perto de Valeta.[carece de fontes?] Apesar de estar em uma área com várias pessoas, seu pequeno tamanho causa sua pequena população de 7.623 

## Lugares notáveis
A Cidade de Msida, Malta tem uma igreja, ao lado de um porto, uma Universidade.  

## Igreja e tradições
A religião de Msida, é predominantemente Católica e seu padroeiro é São José.[carece de fontes?]
1. ↑  https://all-populations.com/en/mt/population-of-msida.html
2. ↑  http://yazigitravel.com.br/cidade/19/malta/90629/msida/intercambio-msida
3. ↑  https://www.independent.com.mt/articles/2021-02-08/local-news/Msida-Creek-project-sparks-concerns-about-sustainability-NGOs-6736230829